# Stylosanthes linearifolia
Stylosanthes linearifolia är en ärtväxtart som beskrevs av M.B.Ferreira och Sousa Costa. Stylosanthes linearifolia ingår i släktet Stylosanthes och familjen ärtväxter. Inga underarter finns listade i Catalogue of Life.